# Élection générale de Sercq de 2008
L'élection générale de Sercq en 2008 est le premier scrutin démocratique de l'île de Sercq de toute son histoire. Le 10 décembre 2008, la petite île de Sercq tourne la page de plus de 400 ans de féodalité de type ancien. La population est conviée à élire ses vingt-huit représentants au suffrage universel. 

## Contexte politique
Le 4 octobre 2006, sous la pression, apparemment, de la Couronne britannique, les membres du parlement de l'île (les Chefs Plaids) votent la fin du régime féodal, à la majorité de vingt-trois voix pour, une contre et quatorze abstentions, pour un système de représentation à un niveau. Vingt-huit « conseillers » doivent remplacer désormais les quarante tenants et les douze députés du peuple. Les nouveaux conseillers reçoivent le titre honorifique de Sieur ou Madame autrefois réservé aux tenants. Sercq est donc, à ce jour, en conformité avec les recommandations du Conseil de l'Europe.

## Élections
Les élections se tiennent le 10 décembre 2008. Toutefois celles-ci ne mettent pas à bas le statut féodal et seigneurial de l'île, mais le font évoluer. Les habitants peuvent élire, pour la première fois, l'intégralité des membres de leur parlement local, les Chefs Plaids. Le scrutin se tient dans la salle de billard du siège du gouvernement de l'île. Les 57 candidats, représentant près de 10 % de la population de l'île, se disputent les 28 sièges à pourvoir.
D'un côté les partisans d'une réforme du système féodal et de l'autre ceux qui y sont opposés et veulent mettre à bas totalement ce système. La moitié des sièges est pourvue pour un mandat de quatre ans, l'autre moitié pour deux ans seulement.

## Résultats
| Parti | Parti                  | Votes | %     | Élus |
| ----- | ---------------------- | ----- | ----- | ---- |
|       | Traditionalistes       | 6 323 | 69,47 | 23   |
|       | Pro-frères Barclay     | 2 779 | 30,53 | 5    |
|       | Seigneur (héréditaire) | -     | -     | 1    |
|       | Sénéchal (nommé)       | -     | -     | 1    |
| Total | Total                  | 9 102 | 100   | 30   |

La majorité des électeurs se prononce en faveur des partisans du « féodalisme réformé » et au détriment de ceux des « réformes » prévues par les frères Barclay, notamment l'abolition du caractère héréditaire du poste de seigneur et le cumul par le sénéchal, nommé par le seigneur pour trois ans, du pouvoir judiciaire et exécutif. En fin de compte, seuls cinq partisans des Barclay sont élus.

## Conséquences immédiates
Par mesure de rétorsion, les frères Barclay commencent à mettre en œuvre la fermeture de toutes leurs entreprises (hôtel, commerces, entreprises de construction, agences immobilières) sur l'île et licencient leurs 140 employés, c'est-à-dire un habitant sur quatre, sachant qu'il n'existe pas de système de sécurité sociale à Sercq, donc pas d'allocations de chômage. 
Les États de Jersey, réunis en session le 12 décembre 2008, envoient un message de soutien à l'île-sœur, et le Premier ministre britannique annonce le lundi suivant envisager une aide financière à Sercq, en espérant « ne pas devoir la prélever sur l'aide à l'outremer. »
Le mouvement d'humeur des frères Barclay est cependant de courte durée et ceux-ci rouvrent très vite leurs commerces et établissements sur l'île dès la réunion du nouveau parlement en janvier 2009.

## Nouveau parlement
Le nouveau parlement des Chefs Plaids se réunit tous les trois mois et fonctionne par le biais de comités spécifiques (l'équivalent des commissions dans les conseils municipaux français), auxquels peuvent toutefois être adjoints des membres non élus. Ces comités rédigent des rapports et des propositions qui sont discutés en séance plénière des Chiefs Plaids. Dans les discussions, on note que le tracteur, seul véhicule motorisé autorisé à Sercq, pourrait se voir concurrencé dans certains cas par quelques véhicules électriques.